# バラを握り締めて (イタリア)
バラを握り締めて（バラをにぎりしめて、Rosa nel Pugno、"RnP"）は、かつて存在したイタリアの政党連合。
拳の中のバラとも訳される。